# Мартинівське (село)
Марти́нівське — село в Україні, у Прибужанівській сільській громаді Вознесенського району Миколаївської області. Населення становить 252 особи. До 2016 року орган місцевого самоврядування — Прибужанівська сільська рада.

## Історія
20 липня 2016 року, в ході децентралізації, Прибужанівська сільська рада об'єднана з Прибужанівською сільською громадою.
17 липня 2020 року, в результаті адміністративно-територіальної реформи, село увійшло до складу новоутвореного Вознесенського району Миколаївської області. 

## Персоналії
- Матуляк Геннадій Васильович — український військовик, підполковник 299-го БрТА, пілот літака Су-25. Герой України (2022, посмертно). У місті Гостомелі знищив скупчення техніки ворога. На 3-ій день війни був збитий під селищем Глібівка. Літак падав на домівки людей, проте пілот зміг вивести його в ліс, де й розбився. Похований місцевими жителями біля місця катастрофи. Указом Президента України від 28 лютого 2022 року №  8/2022 «Про присвоєння звання Герой України», полковнику Геннадію  Матуляку присвоєне звання Герой України (посмертно)[2].
- Ваколюк Володимир Павлович — солдат Збройних сил України, учасник російсько-української війни. Похований на сільському цвинтарі.
- Середюк Єгор Васильович український військовослужбовець, капітан, командир ланки штурмової авіації 299 БрТА Збройних сил України, учасник російсько-української війни. Герой України